# Nadja Bender
Nadja Sofie Bender Knudsen (3 de junio de 1990), conocida profesionalmente como Nadja Bender, es una modelo danesa.

## Carrera profesional
Antes del modelaje, estudiaba nanotecnología en la Universidad de Copenhague.
Nadja Bender comenzó su carrera con la agencia New York Model Management. Debutó en septiembre de 2011, durante el NYFW, desfilando para Alexander Wang y Rodarte. Al año siguiente modeló para Yves Saint Laurent, Calvin Klein, Chanel, Diane von Furstenberg, Proenza Schouler, Burberry, Versace, Gucci, Fendi, Balenciaga, Tom Ford, Dolce & Gabbana, y Christian Dior, entre otros.
Su primera campaña fue para  Gucci. También ha participado en anuncios de H&M, Chanel y Fendi.